# Il comandante Florent: Pirati della strada
Il comandante Florent: Pirati della strada è un film tv del 1997, diretto dalla regista Marion Sarraut. In realtà si tratta di un episodio della serie tv Il comandante Florent, ma in Italia è stato trasmesso come un film televisivo.